# 弗雷米格利纽
弗雷米格利纽是巴西伯南布哥州的一个市镇。总面积215.83平方公里，总人口14061人，人口密度65.1人/平方公里。